# Muchabarat
Muchabarat (arabisch مخابرات, DMG Muḫābarāt) ist die arabische Bezeichnung für Nachrichtendienst.
In Ägypten:
- General Intelligence Service
- al-Muchabarat al-harbiyya

Im Irak:
- Dschihaz al-Muchabarat al-Amma
- Mudiriyyat al-Amn al-Amma

In Jordanien:
- Da'irat al-Muchabarat al-amma

In Libyen:
- Jamahiriya el-Mukhabarat

In Saudi-Arabien:
- al-Muchabarat al-'Amma

In Syrien:
- Idarat al-Amn al-Amm
- Schuʿbat al-Amn as-Siyasi
- Schuʿbat al-Muchabarat al-ʿAskariyya
- Idarat al-Muchabarat al-Dschawiyya